# Španělští Habsburkové

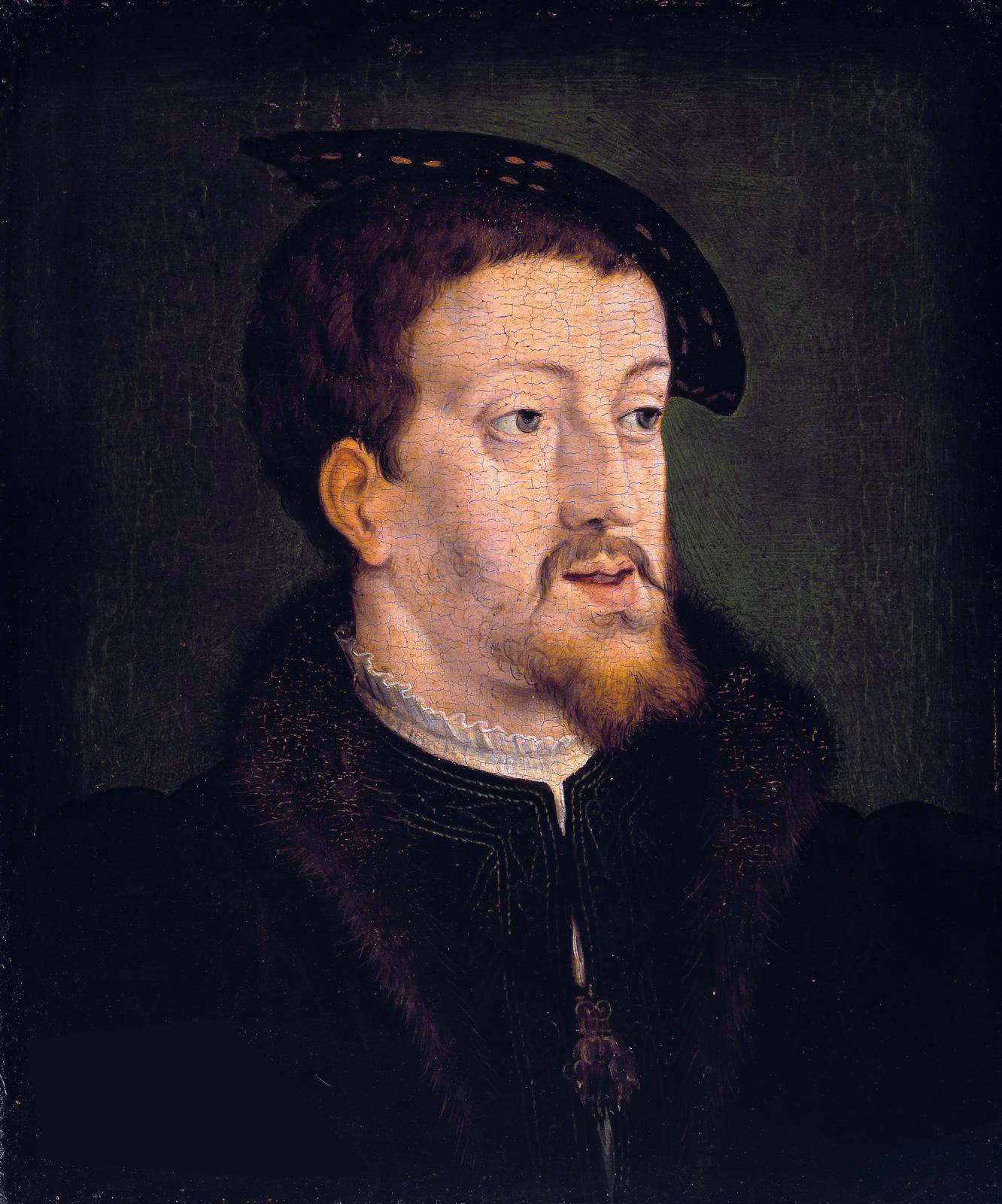
Karel V., zakladatel linie

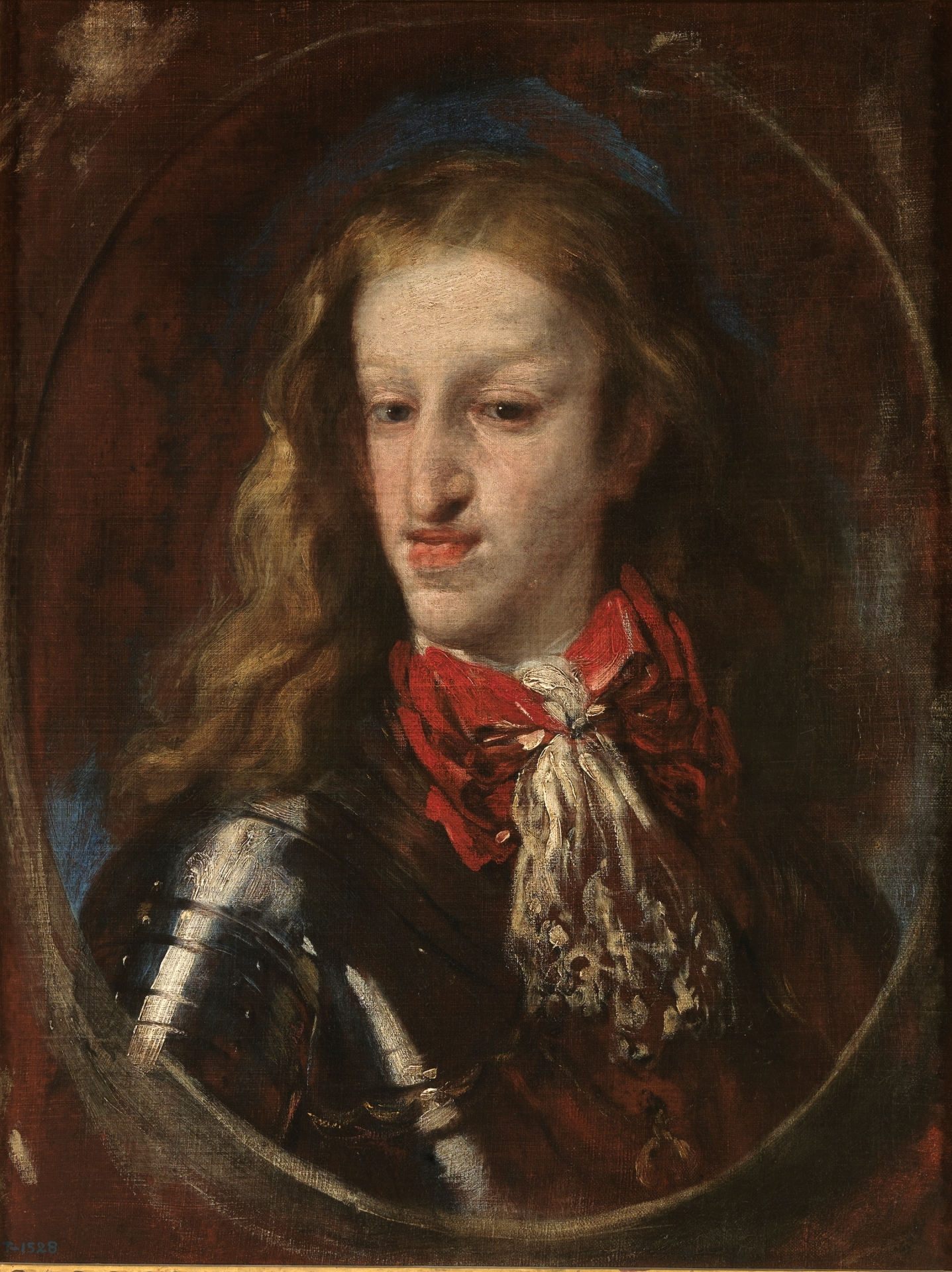
Karel II., poslední člen linie

Španělští Habsburkové byli členové Habsburské dynastie vládnoucí v letech 1516–1700 ve Španělském království (včetně rozlehlé zámořské koloniální říše) a po jistý čas i v Portugalském království. Šlo vlastně o hlavní mužskou linii rodu poté co se od ní osamostatnila tzv. rakouská linie počínající Ferdinandem I. V domovském Španělsku se španělští Habsburkové paradoxně nazývají Casa de Austria, tedy „Rakouská dynastie“.

## Historie
Zakladatelem španělské linie Habsburků byl Karel V. (ve Španělsku číslován jako I.), původně v jedné osobě římskoněmecký císař, rakouský arcivévoda a španělský král, jakožto dědic Filipa Sličného a Johany Kastilské. Ten roku 1521 přenechal vládu nad rakouskými državami svému bratru Ferdinandovi I., jenž tak založil rakouskou větev rodu, vládnoucí později rozsáhlé středoevropské Habsburské říši.
Vláda španělských Habsburků pokrývala 16. a 17. století, kdy Španělsko dosáhlo zenitu své moci (celosvětová koloniální říše, zejména v Americe) a velkého rozkvětu kultury (malířství, literatura). Rigidní a marnotratná politika však nedokázala ohromných příjmů a zdrojů z kolonií efektivně využít a Španělsko během habsburské éry několikrát prošlo státním bankrotem. Země stagnovala také vojensky, což vedlo ke ztrátě námořní dominance ve prospěch Angličanů.
Habsburkové se vyznačovali preferencí sňatků mezi členy rodu, tedy značnou měrou příbuzných osob, což mělo za následek kumulaci genetické zátěže. Kromě typického „habsburského rtu“ a výrazně předsunuté tzv. „habsburské čelisti“ byli členové rodu často vážně nemocní nebo různě postižení a předčasně umírali, většinou už v dětském věku. I přes enormní množství královských porodů tak nad dynastií často visela hrozba vymření, která se nakonec naplnila roku 1700, kdy zemřel bezdětný Karel II., potomek Karla V. ve čtvrté generaci.
V souladu s jeho závětí, jejíž legitimita je ovšem zpochybňována, a v rozporu s předešlými dohodami s rakouskými Habsburky, nastoupil po něm na trůn jeho prasynovec Filip V. z bourbonské dynastie, vnuk tehdejšího francouzského krále Ludvíka XIV. a mladší bratr jeho následníka. Bourbonský nárok se odvozoval od Ludvíkovy manželky Marie Terezy, dcery Filipa IV. Španělského. To vyvolalo prudký odpor císaře Leopolda (jehož mladší syn Karel měl původně španělský trůn obdržet), načež v koalici s Anglií a Nizozemskem zahájil proti Francii a bourbonskému Španělsku válku o španělské dědictví. V té nakonec Filip V. svůj nárok uhájil a v letech 1713–1714 byl za určité diplomatické a územní ústupky španělským králem všeobecně uznán. Jeho potomci v mužské linii vládnou ve Španělsku (s několika přestávkami) dodnes.

## Rodokmen
V následujícím rodokmenu jsou španělští králové vyznačeni tučným písmem, kurzívou jsou uvedeni členové bourbonské dynastie.
1. Karel V. (1500–1558) ∞ Isabela Portugalská (1503–1539), dcera krále Manuela I. Portugalského (1469–1521)
  1. Filip II. Španělský (1527–1598)
    1. Karel (1545–1568)
    2. Isabela Klára Evženie (1566–1633) ∞ Albrecht VII. Habsburský (1559–1621)
    3. Kateřina Michaela (1567–1597) ∞ Karel Emanuel I. (1562–1630), vévoda savojský
    4. Ferdinand (1571–1578)
    5. Karel Vavřinec (1573–1575)
    6. Diego Felix (1575–1582)
    7. Filip III. Španělský (1578–1621) ∞ Markéta Habsburská (1584–1611), dcera arcivévody Karla II. (1540–1590)
      1. Anna (1601–1666) ∞ král Ludvík XIII. (1601–1643)
      2. Marie (*/† 1603)
      3. Filip IV. Španělský (1605–1665)
        1. Marie Markéta (*/† 1621)
        2. Markéta Marie Kateřina (*/† 1623)
        3. Marie Evženie (1625–1627)
        4. Isabela Marie Tereza (*/† 1627)
        5. Baltazar Karel (1629–1646)
        6. František Ferdinand (*/† 1634)
        7. Marie Anna Antonie (*/† 1636)
        8. Marie Tereza (1638–1683) ∞ francouzský král Ludvík XIV. (1638–1715)
          1. Ludvík, Velký Dauphin (1661–1711)
            1. Ludvík Francouzský (1682–1712, otec pozdějšího Ludvíka XV.)
            2. Filip V. Španělský (1683–1746)
            3. Karel (1686–1714)

        9. Markéta (1651–1673) ∞ císař Leopold I. (1640–1705)
        10. Marie (*/† 1655)
        11. Filip Prosper (1657–1661)
        12. Tomáš Karel (1658–1659)
        13. Karel II. Španělský (1661–1700)

      4. Marie Anna (1606–1646) ∞ císař Ferdinand III. (1608–1657)
      5. Karel (1607–1632)
      6. Ferdinand (1609–1641)
      7. Markéta (1610–1617)
      8. Alfons (1611–1612)

    8. Marie (1580–1583)

  2. Marie (1528–1603) ∞ císař Maxmilián II. Habsburský (1527–1576)
  3. Ferdinand (*/† 1530)
  4. Jana (1537–1573) ∞ princ Jan Manuel Portugalský (1537–1554)
  5. Jan (*/† 1539)

## Galerie

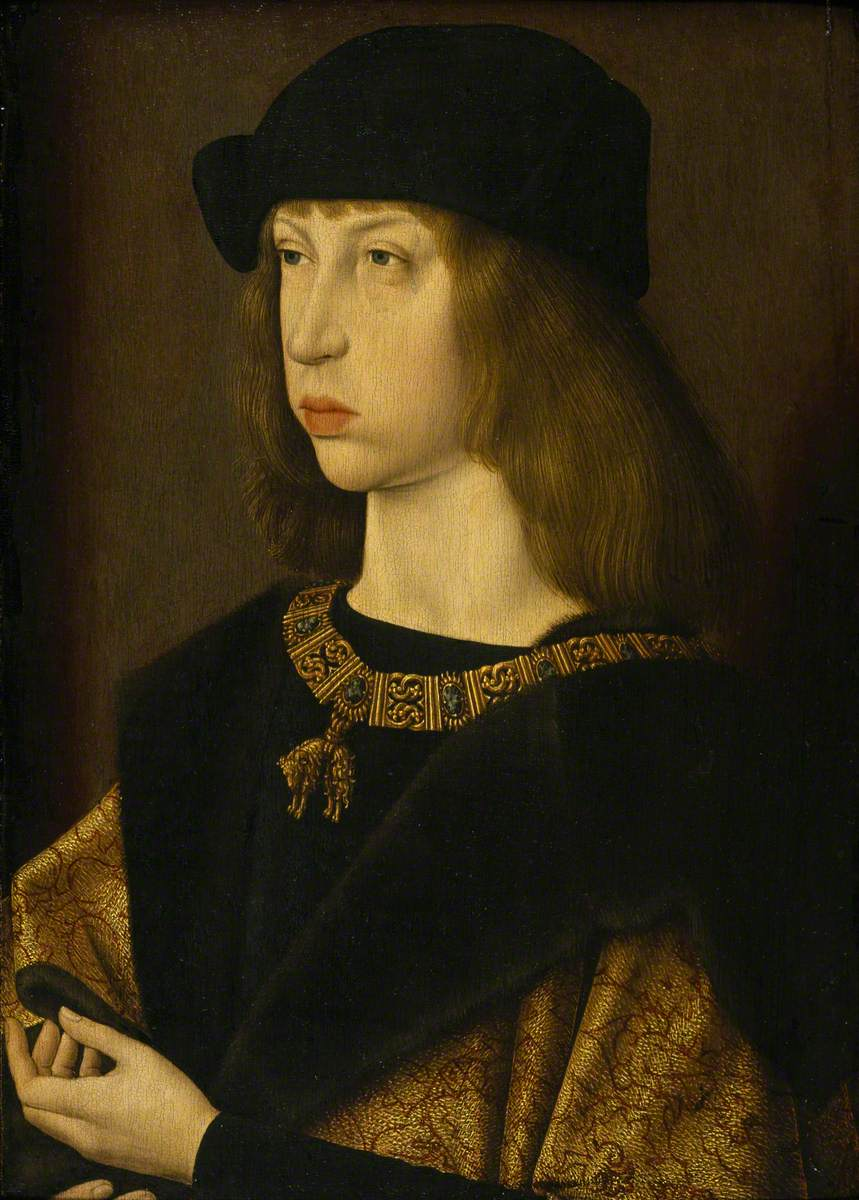
Filip Sličný, společný předek španělské i rakouské větve
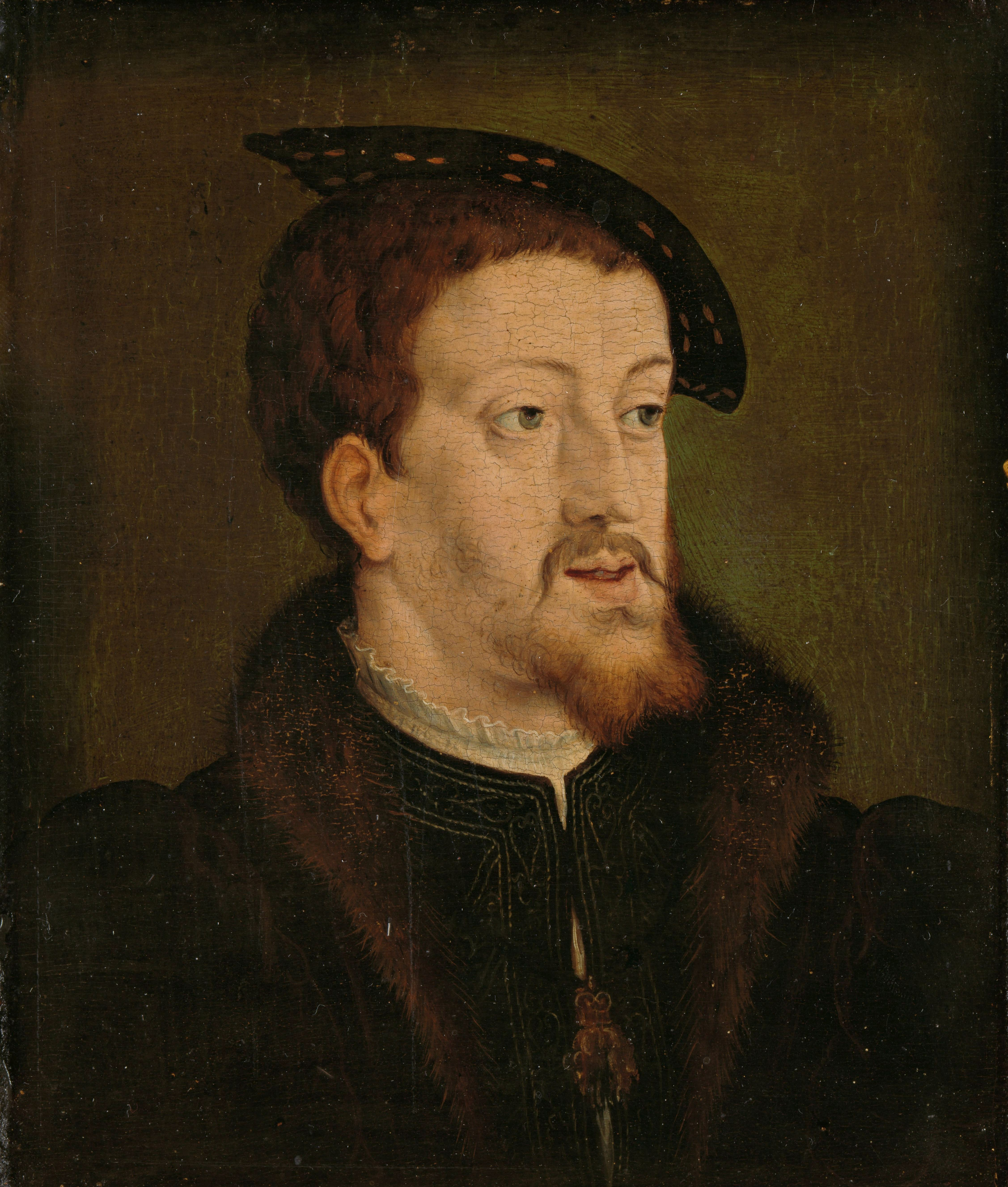
Karel V. (I.)
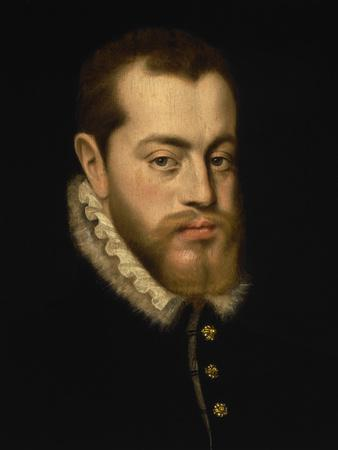
Filip II.
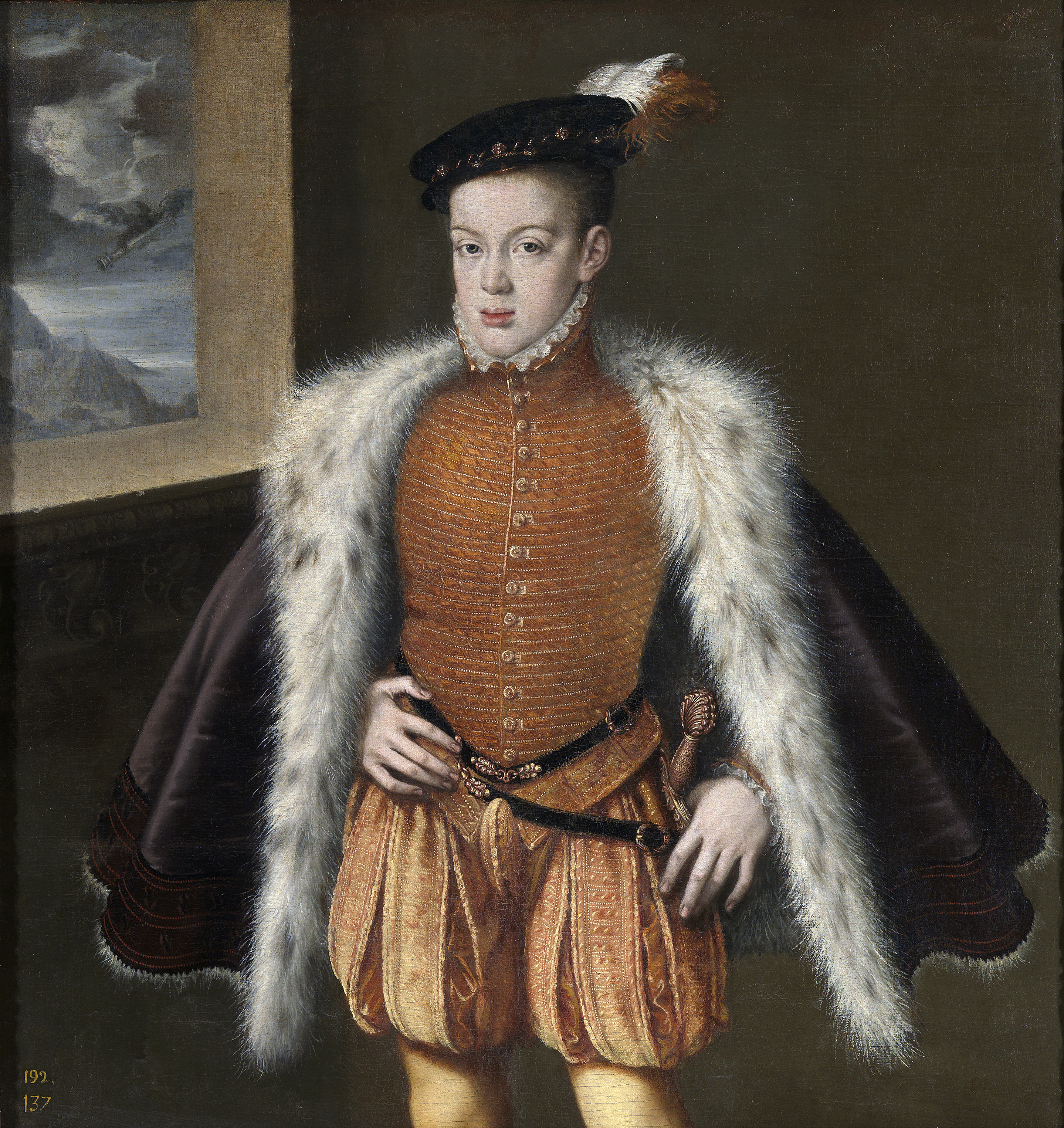
Infant Karel, prvorozený syn Filipa II.
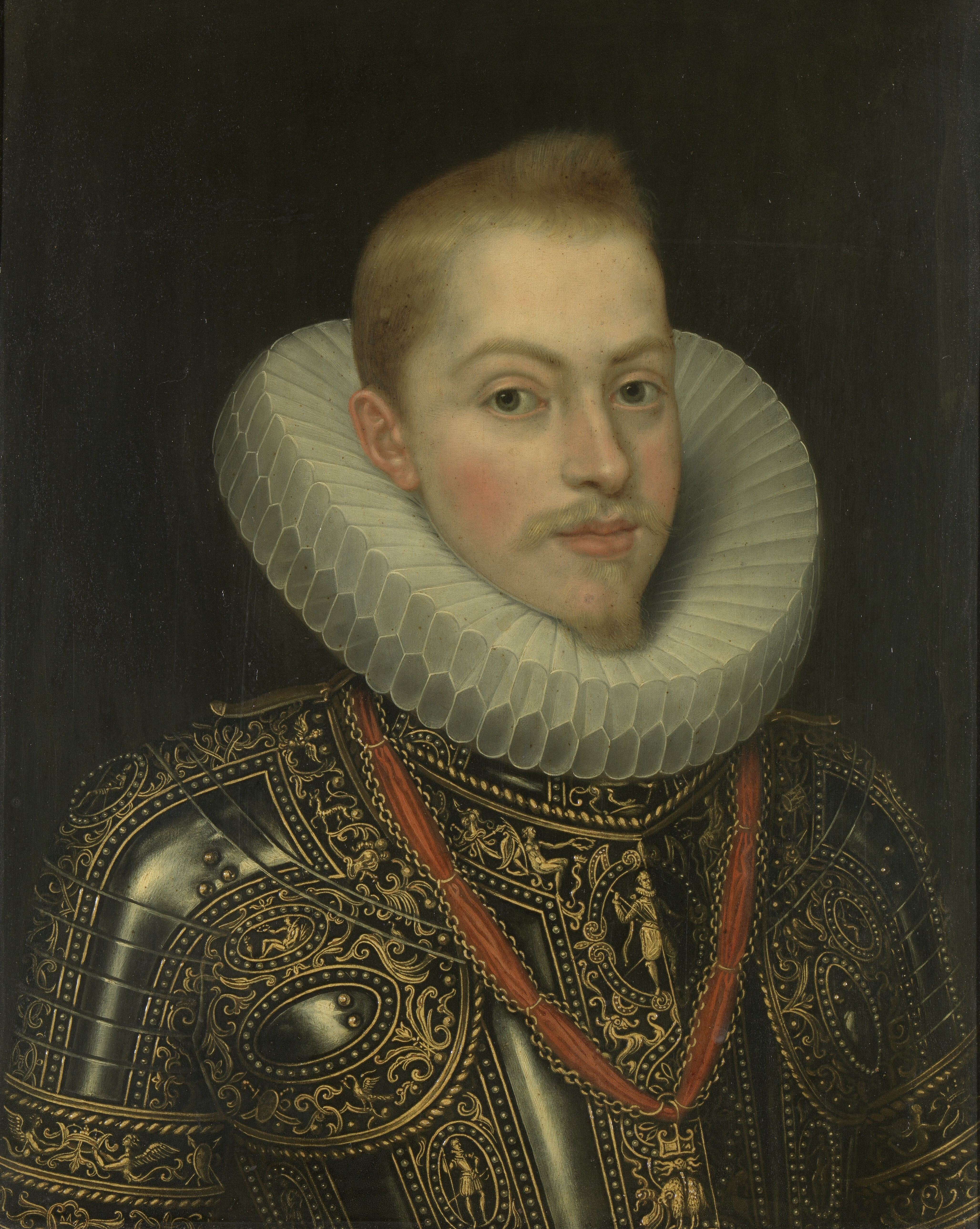
Filip III.
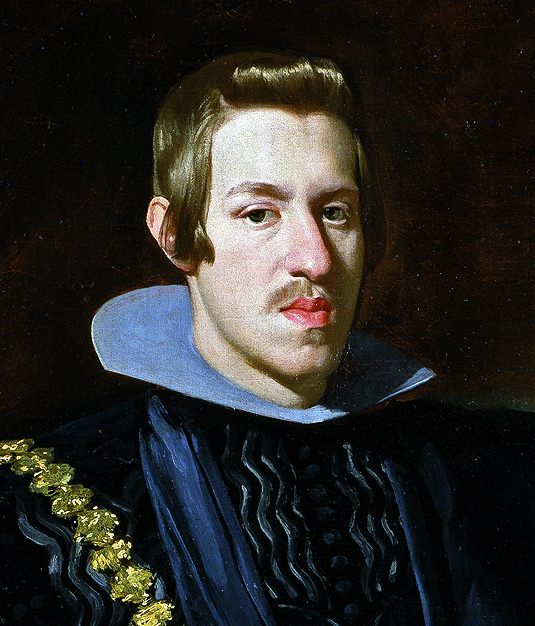
Infant Karel, mladší syn Filipa III.
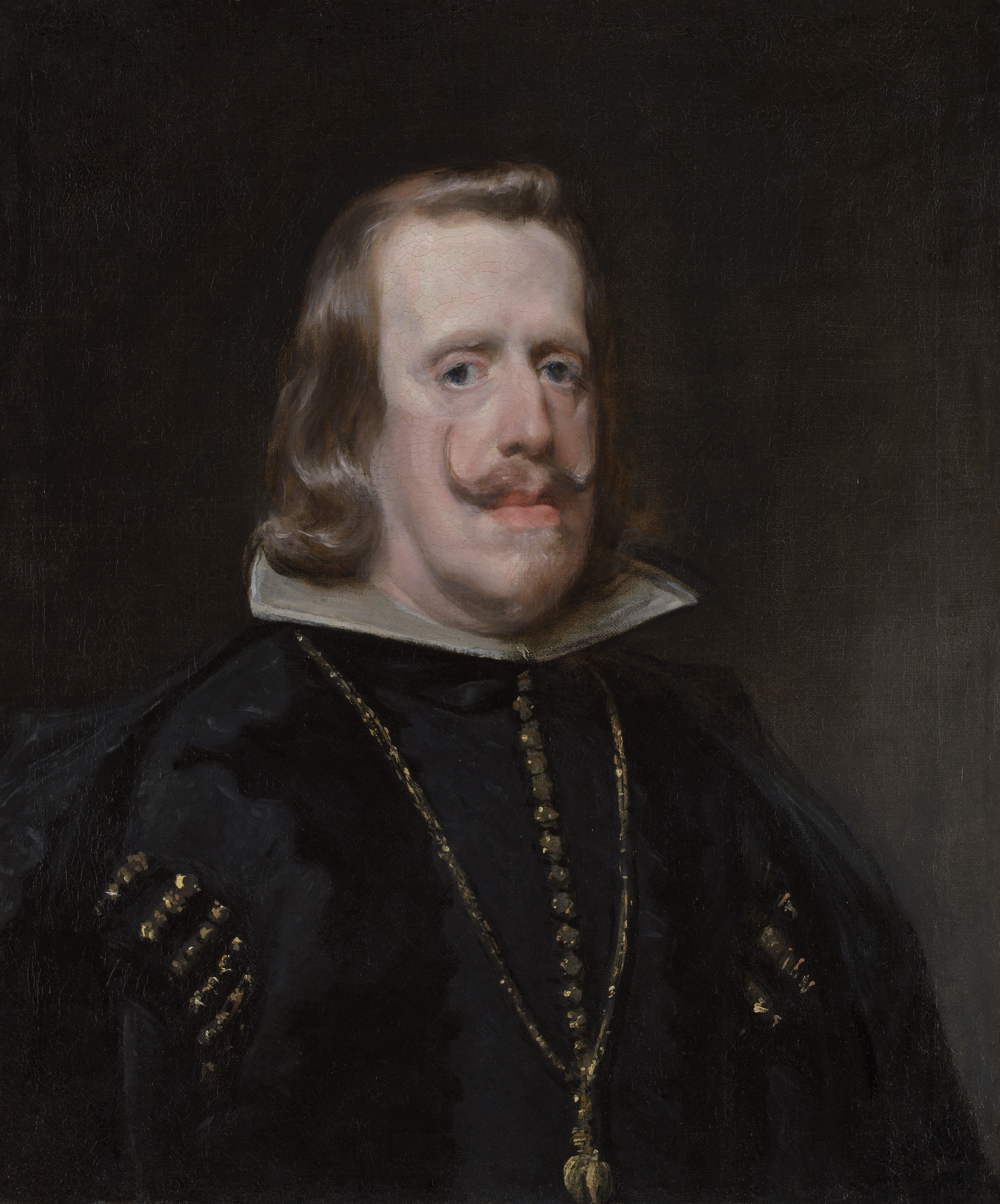
Filip IV.
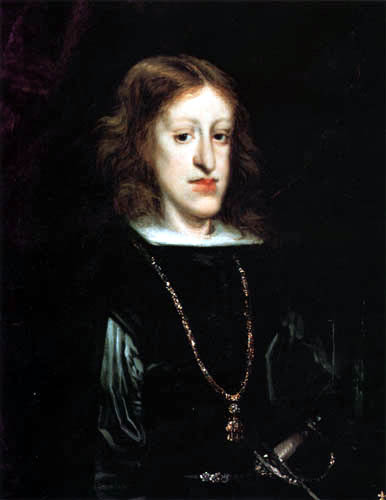
Karel II.
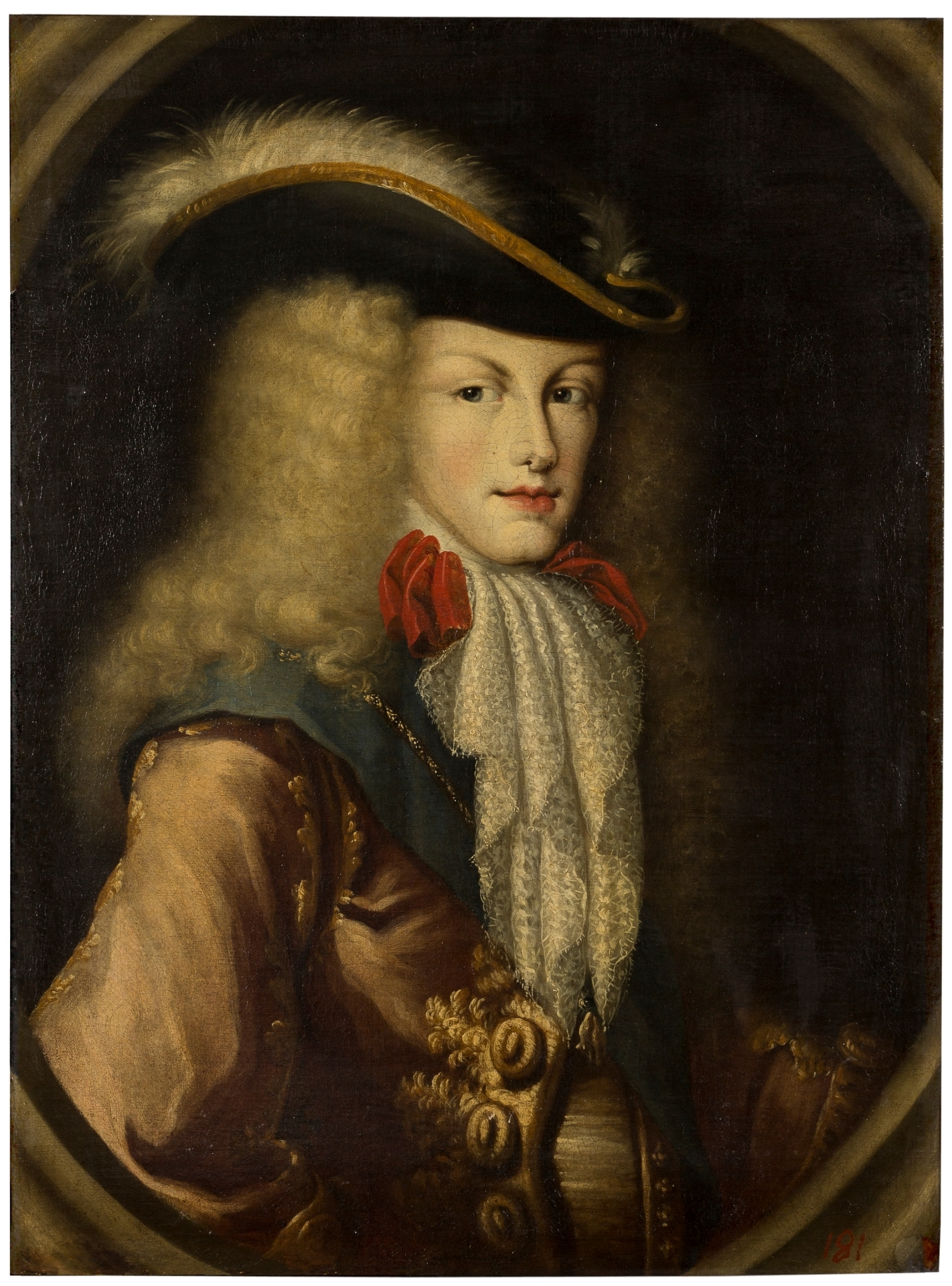
Filip V. Bourbonský, dědic dynastie